# Slipknot (album)
Slipknot è il primo album in studio del gruppo musicale statunitense omonimo, pubblicato il 29 giugno 1999 dalla Roadrunner Records.
Certificato disco d'oro in sole due settimane e disco di platino in tre mesi negli Stati Uniti d'America, l'album ha riscosso ottime vendite anche a livello mondiale, permettendo agli Slipknot le prime partecipazioni ai concerti dell'Ozzfest. Il disco riprende sia alcune tracce da un demo omonimo del 1998 che altre dall'album Mate. Feed. Kill. Repeat. (1996). L'album è inoltre il primo pubblicato dalla Roadrunner Records ad ottenere il disco di platino.
Nel 2020 la rivista Kerrang! l'ha inserito al quinto posto nella sua lista dei 21 migliori album nu metal di sempre.

## Descrizione
Le sonorità dell'album sono influenzate principalmente dal rap metal e dal nu metal tipico dei Korn e dei Deftones, riproposti però in forma molto più aggressiva e molto vicina al death metal. È infatti molto presente l'influenza di gruppi appartenenti a generi di metal estremo, come gli Slayer e i Sepultura. Il disco si fa notare anche per l'ampio utilizzo di percussioni nei brani, per l'abilità tecnica del batterista Joey Jordison, per le forti influenze thrash metal e per gli elementi provenienti da generi di musica elettronica, come industrial e drum and bass.
La copertina dell'album mostra i componenti del gruppo tutti in maschera e con le tute da operaio, immagine che li ha resi famosi.
Alle registrazioni del disco partecipò in prima istanza il chitarrista Josh Brainard, che abbandonò gli Slipknot a metà delle sessioni; al suo posto subentrò Jim Root.

### Riedizione
In seguito alla pubblicazione, il gruppo fu costretto a pubblicare una nuova versione dell'album rimuovendo le tracce Frail Limb Nursery e Purity, sostituite con Me Inside, per violazione di copyright. Le due tracce erano ispirate ad una storia fittizia, pubblicata sul sito Crime Scene, riguardante una ragazza di nome Purity Knight che era stata rapita e sepolta viva. In particolare, Frail Limb Nursery contiene la traccia audio contenuta nella pagina del sito.
Mentre Frail Limb Nursery non venne mai ripubblicata, Purity venne inserita in varie versioni live negli anni successivi e nella 10th Anniversary Edition del 2009, includendo la parte finale di Frail Limb Nursery.

## Tracce
Testi e musiche degli Slipknot.

### Edizione standard
Edizione originale
1. 742617000027 – 0:36
2. (sic) – 3:19
3. Eyeless – 3:56
4. Wait and Bleed – 2:27
5. Surfacing – 3:38
6. Spit It Out – 2:39
7. Tattered & Torn – 2:53
8. Frail Limb Nursery – 0:45
9. Purity – 4:14
10. Liberate – 3:06
11. Prosthetics – 4:58
12. No Life – 2:47
13. Diluted – 3:23
14. Only One – 2:26
15. Scissors – 19:18 – contiene la traccia fantasma Eeyore

Tracce bonus dell'edizione limitata (originale)
1. Me Inside – 2:39
2. Get This – 2:03
3. Interloper (Demo) – 2:18
4. Despise (Demo) – 14:35 – contiene la traccia fantasma Eeyore

Riedizione
1. 742617000027 – 0:36
2. (sic) – 3:19
3. Eyeless – 3:56
4. Wait and Bleed – 2:27
5. Surfacing – 3:38
6. Spit It Out – 2:39
7. Tattered & Torn – 2:53
8. Me Inside – 2:39
9. Liberate – 3:06
10. Prosthetics – 4:58
11. No Life – 2:47
12. Diluted – 3:23
13. Only One – 2:26
14. Scissors – 19:18 – contiene la traccia fantasma Eeyore

Tracce bonus nell'edizione limitata (riedizione)
1. Scissors – 8:25
2. Get This – 2:03
3. Interloper (Demo) – 2:18
4. Despise (Demo) – 14:35 – contiene la traccia fantasma Eeyore

### 10th Anniversary Edition(2009)
CD
1. 742617000027 – 0:36
2. (sic) – 3:20
3. Eyeless – 3:56
4. Wait and Bleed – 2:28
5. Surfacing – 3:38
6. Spit It Out – 2:40
7. Tattered & Torn – 2:54
8. Purity – 4:25
9. Liberate – 3:07
10. Prosthetics – 4:58
11. No Life – 2:47
12. Diluted – 3:23
13. Only One – 2:26
14. Scissors – 8:24
15. Eeyore – 2:49
16. Me Inside – 2:41
17. Get This – 2:04
18. Spit It Out (Hyper Version) – 2:25
19. Spit It Out (Stamp You Out Mix) – 2:38
20. (sic) (Molt-Injected Mix) – 3:27
21. Wait and Bleed (Terry Date Mix) – 2:31
22. Wait and Bleed (Demo) – 2:34
23. Snap (Demo) – 2:42
24. Interloper (Demo) – 2:19
25. Despise (Demo) – 3:41

DVD
1. of the (sic): Your Nightmares, Our Dreams – 52:23

- Live at Dynamo 6.3.2000

1. 742617000027 – 1:53
2. (sic) – 3:24
3. Eyeless – 5:04
4. Wait and Bleed – 2:46
5. No Life – 3:32
6. Liberate – 4:02
7. Purity – 4:38
8. Prosthetics – 5:55
9. Spit It Out – 6:09
10. Get This – 2:41
11. Surfacing – 4:18

- Music Videos

1. Spit It Out – 3:08
2. Wait and Bleed – 3:09
3. Surfacing – 3:58
4. Wait and Bleed (Animated Version) – 3:10

## Formazione
Gruppo
- (#8) Corey – voce
- (#7) Mick – chitarra
- (#0) Sid – giradischi
- (#6) Shawn – percussioni, cori
- (#2) Paul – basso, cori
- (#1) Joey – batteria
- (#3) Chris – percussioni, cori
- (#4) James – chitarra
- (#5) Craig – campionatore

Produzione
- Ross Robinson – produzione e missaggio (eccetto traccia 6)
- Slipknot – coproduzione, produzione (traccia 6)
- Joey Jordison – missaggio
- Chuck Johnson – missaggio (eccetto traccia 6), ingegneria del suono
  - Secondo ingegnere: Rob Agnello
- Sean McMahon – missaggio (traccia 6)
- Eddy Schreyer – mastering presso gli Oasis Mastering, Studio City, California

## Classifiche

### Classifiche settimanali
| Classifica (1999-2022)     | Posizione massima |
| -------------------------- | ----------------- |
| Australia                  | 32                |
| Belgio (Fiandre)           | 106               |
| Belgio (Vallonia)          | 45                |
| Danimarca                  | 25                |
| Finlandia                  | 30                |
| Francia                    | 175               |
| Giappone                   | 35                |
| Grecia                     | 10                |
| Nuova Zelanda              | 49                |
| Paesi Bassi                | 42                |
| Portogallo                 | 10                |
| Regno Unito                | 37                |
| Regno Unito (rock & metal) | 4                 |
| Stati Uniti                | 51                |
| Stati Uniti (hard rock)    | 7                 |
| Stati Uniti (heatseekers)  | 1                 |
| Stati Uniti (independent)  | 1                 |
| Svezia                     | 53                |
| Ungheria                   | 14                |

### Classifiche di fine anno
| Classifica (2000) | Posizione |
| ----------------- | --------- |
| Stati Uniti       | 98        |